# Desembre (pel·lícula de 2022)
Desembre, també coneguda com December o Disembeo 赦し, és una pel·lícula de drama legal japonesa de 2022 dirigida per Anshul Chauhan protagonitzada per Shogen, Megumi i Ryō Matsuura. La pel·lícula segueix el tema de delinqüents juvenils i una noia que rep un judici després de ser condemnada a cadena perpètua per un assassinat que va cometre als disset anys. S'ha doblat al català.

## Repartiment
- Shogen com el pare d'Emi i exmarit de Sumiko, Katsu[5]
- Megumi com la mare d'Emi i exesposa de Katsu, Sumiko
- Ryō Matsuura com Kana Fukuda
- Shingo Fujimori
- Takashi Kawaguchi
- Tôru Kizu com Takumi Sato, advocat de Kana
- Kanon Narumi com Emi Higuchi
- Takuzo Shimizu
- Miki Maya

## Producció
December va començar la producció a Tòquio i es va rodar a les prefectures Kanagawa i Ibaraki del Japó.

## Estrena
December va ser nominada al Grand Prix Award a la millor pel·lícula al Festival de Cinema Asiàtic d'Osaka. i va guanyar el premi Kim Jiseok al 27è Festival Internacional de Cinema de Busan.
SC Films International la distribuir a nivell internacional.

## Recepció
Panos Kotzathanasis d' Asian Movie Pulse va elogiar la pel·lícula afirmant que "December és una pel·lícula excel·lent que funciona en diversos nivells i [és] sens dubte la millor de Chauhan fins ara". Simon Crowe, productor executiu de December, va declarar que, "Després d'una onada de programació escandinava, i ara més recentment pel·lícules i televisió coreanes amb Paràsits, Trencaneu, Train to Busan i sèries rècords Ojingeo Geim, creiem que la programació japonesa podria ser la propera gran cosa. No sols anime, sinó pel·lícules i televisió després de Drive My Car, Gensan Punch, i ara December.”
Roxy Simons de View of the Arts va puntuar la pel·lícula amb un 4 sobre 5 i va afirmar que "December és un drama humà, i gran part de la lluita emocional que senten els espectadors és el resultat del dolor representat pel trio principal de la pel·lícula."
Emma Steen de Time Out Tokyo va declarar que, "Pel que fa a la producció en si, l'últim treball cinematogràfic de Chauhan és un drama judicial que no sols es filma de manera exquisida, cortesia de la fotografia de Peter Jensen, sinó que també captiva el públic mentre lluita amb la fina línia entre la justícia i la venjança."
Richard Gray de The Reel Bits va puntuar la pel·lícula amb un 4 sobre 5, afirmant que "Anshul Chauhan ofereix un altre estudi de personatges discret, que funciona en part a causa de les actuacions estel·lars i d'una comprensió mesurada de les tensions que hi ha sota la superfície de la interacció humana."